# Thailandia ai Giochi della XX Olimpiade
La Thailandia partecipò ai Giochi della XX Olimpiade che si sono svolti a Monaco di Baviera dal 26 agosto all'11 settembre 1972, con una delegazione di 33 atleti impegnati in 7 discipline per un totale di 21 competizioni.  Portabandiera fu il tiratore Rangsit Yanothai, alla sua seconda Olimpiade. Fu la sesta partecipazione di questo paese ai Giochi. Non fu conquistata nessuna medaglia.